# Fantomø
En fantomø er en ø som man troede eksisterede, og som var indtegnet på tidlige kort (nogle gange i flere århundreder), men som blev fjernet da det blev påvist at de ikke fandtes virkeligheden.
Fantomøerne blev normalt rapporteret af sømænd som udforskede nye områder. Enkelte af øerne var virkelige øer, som blev rapporterede som nye øer fordi man ikke vidste nøjagtig hvor de var. Pepysø var for eksempel en forveksling med Falklandsøerne. Thule blev måske opdaget i 300-tallet, men blev ikke fundet igen. Senere blev den identificeret af opdagelsesrejsende og geografer som Shetland, Island, Skandinavien eller ikke-eksisterende.
Andre fantomøer er antageligvis blevet observeret på grund af navigationsfejl, mistolking af isbjerge og tågebanker, eller optiske illusioner.
Enkelte fejlagtige observationer kan være blevet gjort bevidst. Phélipeaux og Pontchartrain som i mange år var tegnet ind på kort over Lake Superior, blev opkaldt efter Louis Phélypeaux, marquis de La Vrilliere, comte de Pontchartrain. Phélypeaux var en minister som prøvede at skaffe midler til opdagelsesrejser.
Mange fantomøer har aldrig eksisteret, men nogle, som for eksempel Thompsonø i Sydatlanten, kan have eksisteret før de blev ødelagt af vulkanske eksplosioner, jordskælv eller undersøiske jordskred, eller de kan have været lavtliggende øer eller sandbanker som ikke længere stikker op over havoverfladen.